# Svislatj (vattendrag i Belarus, lat 53,52, long 24,07)
Svislatj (vitryska: Свіслач, ryska: Svisloch’) är ett vattendrag i Belarus, på gränsen till Polen. Det ligger i den västra delen av landet, 230 km väster om huvudstaden Minsk.